# 中山克広
中山 克広（なかやま かつひろ、1996年7月17日 - ）は、神奈川県横浜市都筑区出身のプロサッカー選手。Jリーグ・名古屋グランパス所属。ポジションはミッドフィールダー（MF）。

## 来歴
中学時代は横浜FCのジュニアユースに所属（同期に松木駿之介）。その後、麻布大学附属高等学校を経て専修大学に進学（同期に小林岩魚）。2018年11月、翌シーズンからの横浜FC加入内定が発表された。
2019年より横浜FCに入団。4月21日、J2第10節のジェフユナイテッド市原・千葉戦でスタメン出場しプロデビューを果たした。8月4日、第26節のアビスパ福岡戦でプロ入り初ゴールを決めた。9月7日、第31節のヴァンフォーレ甲府戦でも得点をきめ、1か月で6得点の活躍を見せた。
2021年より清水エスパルスに移籍。2月27日のカシマスタジアムで行われた鹿島アントラーズ戦、スタメン起用され、移籍後公式戦初出場を果たす。続く3月6日、第2節のアビスパ福岡戦でJ1初ゴールを決めた。
2023年12月26日、名古屋グランパスへの完全移籍が発表された。

## 所属クラブ
- 2003年 - 2008年 都筑サッカー友の会（横浜市立川和小学校）
- 2009年 - 2011年 横浜FC U-15（横浜市立川和中学校）
- 2012年 - 2014年 麻布大学附属高等学校
- 2015年 - 2018年 専修大学
- 2019年 - 2020年 横浜FC
- 2021年 - 2023年 清水エスパルス
- 2024年 - 名古屋グランパス

## 個人成績
| 国内大会個人成績 | 国内大会個人成績 | 国内大会個人成績 | 国内大会個人成績 | 国内大会個人成績 | 国内大会個人成績 | 国内大会個人成績 | 国内大会個人成績 | 国内大会個人成績 | 国内大会個人成績 | 国内大会個人成績 | 国内大会個人成績 |
| 年度             | クラブ           | 背番号           | リーグ           | リーグ戦         | リーグ戦         | リーグ杯         | リーグ杯         | オープン杯       | オープン杯       | 期間通算         | 期間通算         |
| 年度             | クラブ           | 背番号           | リーグ           | 出場             | 得点             | 出場             | 得点             | 出場             | 得点             | 出場             | 得点             |
| 日本             | 日本             | 日本             | 日本             | リーグ戦         | リーグ戦         | リーグ杯         | リーグ杯         | 天皇杯           | 天皇杯           | 期間通算         | 期間通算         |
| ---------------- | ---------------- | ---------------- | ---------------- | ---------------- | ---------------- | ---------------- | ---------------- | ---------------- | ---------------- | ---------------- | ---------------- |
| 2019             | 横浜FC           | 27               | J2               | 32               | 6                | -                | -                | 0                | 0                | 32               | 6                |
| 2020             | 横浜FC           | 27               | J1               | 16               | 0                | 1                | 0                | -                | -                | 17               | 0                |
| 2021             | 清水             | 11               | J1               | 27               | 2                | 4                | 1                | 3                | 1                | 34               | 4                |
| 2022             | 清水             | 11               | J1               | 19               | 2                | 5                | 0                | 1                | 2                | 25               | 4                |
| 2023             | 清水             | 11               | J2               | 38               | 8                | 3                | 1                | 0                | 0                | 41               | 9                |
| 2024             | 名古屋           | 27               | J1               | 32               | 0                | 9                | 2                | 1                | 0                | 42               | 2                |
| 2025             | 名古屋           | 27               | J1               |                  |                  |                  |                  |                  |                  |                  |                  |
| 通算             | 日本             | 日本             | J1               | 94               | 4                | 19               | 3                | 5                | 3                | 118              | 10               |
| 通算             | 日本             | 日本             | J2               | 70               | 14               | 3                | 1                | 0                | 0                | 73               | 15               |
| 総通算           | 総通算           | 総通算           | 総通算           | 144              | 18               | 22               | 4                | 5                | 3                | 191              | 25               |

その他の公式戦
- 2023年
  - J1昇格プレーオフ 2試合0得点
- Jリーグ初出場：2019年4月21日 J2第2節 vsジェフユナイテッド市原・千葉（ニッパツ三ツ沢球技場）
- Jリーグ初得点：2007年8月4日 J2第26節 vsアビスパ福岡（レベルファイブスタジアム）
- ハットトリック：2023年5月7日 J2第14節 vsいわきFC（IAIスタジアム日本平）

## タイトル

### クラブ
名古屋グランパス
- Jリーグカップ（2024年）